# 뉴턴 방법

함수 f는 파란 선, 각 접선은 빨간 선이다. 접선의 영점을 반복적으로 취해 나갈 때, x_{n}과 실제 영점의 오차가 점차 줄어듦을 확인할 수 있다.

수치해석학에서 뉴턴 방법(영어: Newton's method)은 실숫값 함수의 영점을 근사하는 방법의 하나이다.
뉴턴-랍슨 방법(영어: Newton–Raphson method)이라고도 불린다.

## 정의
연속 미분 가능 함수 {\displaystyle f\colon [a,b]\to \mathbb {R} }가 영점 {\displaystyle {\hat {x}}\in (a,b)}를 갖는다고 하자. 또한, {\displaystyle f'({\hat {x}})\neq 0}라고 하자. 그렇다면, 다음을 만족시키는 열린집합 {\displaystyle {\hat {x}}\in U\subseteq (a,b)}가 존재한다.
- 임의의 {\displaystyle x_{0}\in U}에 대하여, 수열 {\displaystyle x_{n+1}=x_{n}-f(x_{n})/f'(x_{n})} ({\displaystyle n\in \{0,1,2,\dots \}})은 {\displaystyle {\hat {x}}}로 수렴한다.

이를 통해 영점 {\displaystyle {\hat {x}}}를 근사하는 방법을 뉴턴 방법이라고 한다. 반복 계산을 정지하기 위한 정지조건은 할선법에서 사용된 것 중 하나가 쓰인다. 뉴턴 방법은 매우 효과적인 방법이지만 초기 가정치 {\displaystyle x_{0}}를 근에 충분히 가깝게 하지 않으면 수렴하지 않는다는 단점이 있다. 또한 접선이 거의 수평인 즉 {\displaystyle f'(x_{0})\approx 0}인 {\displaystyle x_{0}}를 선택해선 안 된다.

## 성질

### 오차
만약 {\displaystyle f}가 2번 연속 미분 가능 함수라면, 점렬의 항과 영점 사이의 오차에 대하여 다음을 만족시키는 상수 {\displaystyle c}가 존재한다.
{\displaystyle |x_{n+1}-{\hat {x}}|\leq c|x_{n}-{\hat {x}}|^{2}}

### 점렬의 단조성
만약 {\displaystyle f}가 2번 연속 미분 가능 함수라면,
- 만약 임의의 {\displaystyle x\in U}에 대하여 {\displaystyle f'(x)f''(x)<0}라면, {\displaystyle (x_{n})_{n=0}^{\infty }}은 증가 수열이다.
- 만약 임의의 {\displaystyle x\in U}에 대하여 {\displaystyle f'(x)f''(x)>0}라면, {\displaystyle (x_{n})_{n=0}^{\infty }}은 감소 수열이다.

## 예제

### 루트값 구하기
x2 = a를 만족하는 양수 x를 구해서 결국 a의 루트값을 구해보자. 뉴튼방법은 루트값을 구하는 여러 가지 계산법 중에 하나이다. 루트를 구하는 이 문제를 다음과 같이 함수 f(x) = x2 − a의 해를 구하는 문제로 생각할 수 있다. 1차 미분은 f′(x) = 2x로 주어진다.
612의 루트값을 계산하는 경우를 다뤄보자. 초기값을 x0 = 10로 하고, 뉴튼법을 적용하면 다음과 같다:
{\displaystyle {\begin{matrix}x_{1}&=&x_{0}-{\dfrac {f(x_{0})}{f'(x_{0})}}&=&10-{\dfrac {10^{2}-612}{2\times 10}}&=&35.6\qquad \qquad \qquad \quad \;\,{}\\x_{2}&=&x_{1}-{\dfrac {f(x_{1})}{f'(x_{1})}}&=&35.6-{\dfrac {35.6^{2}-612}{2\times 35.6}}&=&{\underline {2}}6.395\,505\,617\,978\dots \\x_{3}&=&\vdots &=&\vdots &=&{\underline {24.7}}90\,635\,492\,455\dots \\x_{4}&=&\vdots &=&\vdots &=&{\underline {24.738\,6}}88\,294\,075\dots \\x_{5}&=&\vdots &=&\vdots &=&{\underline {24.738\,633\,753\,7}}67\dots \end{matrix}}}
여기서 참값과 같은 부분의 숫자는 밑줄이 그어져있다. 많지 않은 몇번의 반복을 통해 매우 정확한 루트값이 계산되는 것을 볼 수 있다.
위의 반복 수식을 아래와 같이 재배열하면 루트를 구하는 바빌로니안 방법을 얻는다:
{\displaystyle x_{n+1}=x_{n}-{\frac {f(x_{n})}{f'(x_{n})}}=x_{n}-{\frac {x_{n}^{2}-a}{2x_{n}}}={\frac {1}{2}}{\biggl (}2x_{n}-{\Bigl (}x_{n}-{\frac {a}{x_{n}}}{\Bigr )}{\biggr )}={\frac {1}{2}}{\Bigl (}x_{n}+{\frac {a}{x_{n}}}{\Bigr )}}
즉, 루트를 구하는 뉴튼법은 결국 현재 추측한 루트값의 xn 과 ⁠a/xn⁠의 산술_평균을 반복적으로 적용한 것이다.

### cos(x) =x3의 해 구하기
cos(x) = x3을 만족하는 x를 구하는 문제를 생각해보자. 이 문제는 f(x) = cos(x) − x3이 0이 되는 해를 찾는 문제로 바뀔 수 있다. 1차 미분은 f′(x) = −sin(x) − 3x2로 주어진다. 모든 x에 대해 cos(x) ≤ 1 이고 x > 1에 대해 x3 > 1이므로, 이 함수가 0이되는 구간은 0과 1사이라는 것을 알 수 있다.
초기 추정해를 x0 = 0.5라 하고 뉴튼방법을 적용하면 (초기값을 0으로 선택하면 미분값이 0이 되고, 0으로 나누기 연산을 해서 계산이 실패한다. 즉, 무한대값이 발생한다. 뉴튼방법에서 초기값 선택은 해로 수렴하는데 큰 영향을 미친다) 아래와 같은 결과를 얻는다:
{\displaystyle {\begin{matrix}x_{1}&=&x_{0}-{\dfrac {f(x_{0})}{f'(x_{0})}}&=&0.5-{\dfrac {\cos 0.5-0.5^{3}}{-\sin 0.5-3\times 0.5^{2}}}&=&1.112\,141\,637\,097\dots \\x_{2}&=&x_{1}-{\dfrac {f(x_{1})}{f'(x_{1})}}&=&\vdots &=&{\underline {0.}}909\,672\,693\,736\dots \\x_{3}&=&\vdots &=&\vdots &=&{\underline {0.86}}7\,263\,818\,209\dots \\x_{4}&=&\vdots &=&\vdots &=&{\underline {0.865\,47}}7\,135\,298\dots \\x_{5}&=&\vdots &=&\vdots &=&{\underline {0.865\,474\,033\,1}}11\dots \\x_{6}&=&\vdots &=&\vdots &=&{\underline {0.865\,474\,033\,102}}\dots \end{matrix}}}
여기서 참값과 같은 부분의 숫자는 밑줄이 그어져있다. 구해진 x6값은 소숫점아래 12자리까지 참값과 같다. 위의 계산예에서 2자리까지 참값과 일치하는 x3가 이어지는 계산에서 5자리, 10자리로 일치하는 이차수렴(quadratic convergence)속도를 보이는 것을 알 수 있다.

## 프로그램
아래 프로그램은 뉴튼방법을 쥴리아 언어로 구현한 것으로 미분값 fprime을 갖는 함수 f의 근을 구한다.
근의 초기값은 x0 = 1으로 설정되었고 함수는 f(x) = x2 − 2 미분은 f′(x) = 2x이다.
뉴튼 방법이 매번 반복될 때마다 갱신되는 값은 x1이다. 반복 계산할 때마다 분수의 나눠지는 분모부분이 (yprime) 너무 작아지지 않는지 (epsilon보다 더 작아지지 않는지) 확인한다. 즉, f′(xn) ≈ 0이 발생하면 큰 수치오차가 발생한다.
```
x0
            
=
 
1
         
# The initial guess

f
(
x
)
          
=
 
x
^
2
 
-
 
2
   
# The function whose root we are trying to find

fprime
(
x
)
     
=
 
2
x
        
# The derivative of the function

tolerance
     
=
 
1e-7
      
# 7 digit accuracy is desired

epsilon
       
=
 
1e-14
     
# Do not divide by a number smaller than this

maxIterations
 
=
 
20
        
# Do not allow the iterations to continue indefinitely

solutionFound
 
=
 
false
     
# Have not converged to a solution yet

for
 
i
 
=
 
1
:
maxIterations

  
y
      
=
 
f
(
x0
)

  
yprime
 
=
 
fprime
(
x0
)

  
if
 
abs
(
yprime
)
 
<
 
epsilon
            
# Stop if the denominator is too small

    
break

  
end

  
global
 
x1
 
=
 
x0
 
-
 
y
/
yprime
           
# Do Newton's computation

  
if
 
abs
(
x1
 
-
 
x0
)
 
<=
 
tolerance
        
# Stop when the result is within the desired tolerance

    
global
 
solutionFound
 
=
 
true

    
break

  
end

  
global
 
x0
 
=
 
x1
                      
# Update x0 to start the process again

end

if
 
solutionFound

  
println
(
"Solution: "
,
 
x1
)
           
# x1 is a solution within tolerance and maximum number of iterations

else

  
println
(
"Did not converge"
)
         
# Newton's method did not converge

end

```

## 같이 보기
- 이분법 (수학)
- 할선법

## 참고 문헌
- Abdelwahab Kharab; Ronald B. Guenther (2013). 《An Introduction to Numerical Methods A MATLAB Approach》 [이공학도를 위한 수치해석]. 학산미디어. ISBN 978-89-966211-8-8.